# Stipe Perica
Stipe Perica (ur. 7 lipca 1995 w Zadarze) – chorwacki piłkarz występujący na pozycji napastnika w rumuńskim klubie Dinamo Bukareszt oraz w reprezentacji Chorwacji do lat 21. Wychowanek NK Zadar, w swojej karierze grał także w takich zespołach jak Chelsea oraz NAC Breda.

## Statystyki kariery
(aktualne na dzień 3 lutego 2015)
| Klub                  | Sezon              | Liga               | Liga  | Liga   | Puchar kraju | Puchar kraju | Europa | Europa | Suma  | Suma   |
| Klub                  | Sezon              | Liga               | Mecze | Bramki | Mecze        | Bramki       | Mecze  | Bramki | Mecze | Bramki |
| --------------------- | ------------------ | ------------------ | ----- | ------ | ------------ | ------------ | ------ | ------ | ----- | ------ |
| NK Zadar              | 2012/13            | 1. HNL             | 20    | 8      | 4            | 2            | –      | –      | 24    | 10     |
| Chelsea               | 2013/14            | Premier League     | 0     | 0      | 0            | 0            | 0      | 0      | 0     | 0      |
| NAC Breda (wyp.)      | 2013/14            | Eredivisie         | 25    | 6      | 1            | 0            | –      | –      | 26    | 6      |
| NAC Breda (wyp.)      | 2014/15            | Eredivisie         | 10    | 3      | 1            | 0            | –      | –      | 11    | 3      |
| Udinese Calcio (wyp.) | 2014/15            | Serie A            | 9     | 1      | 0            | 0            | –      | –      | 9     | 1      |
| Udinese Calcio (wyp.) | 2015/16            | Serie A            | 8     | 2      | 2            | 1            | –      | –      | 10    | 3      |
| Ogólnie w karierze    | Ogólnie w karierze | Ogólnie w karierze | 72    | 20     | 8            | 3            | 0      | 0      | 80    | 23     |